# Giovanni Boccamazza
Giovanni Boccamazza (né à Rome, alors capitale des États pontificaux, et mort à Avignon le 10 août 1309) est un cardinal italien du XIIIe siècle et du début du XIVe siècle. Il est le cousin du pape Honoré IV.

## Biographie
Giovanni Boccamazza est notamment recteur de Saint-Fortunat à Sens, archidiacre de Bruxelles, chanoine à Avranches, Metz, Reims et Verdun, prébendier de Stoke (Lincoln) en 1291 et abbé commendataire de S. Quirico di Rieti. En 1278, il est nommé archevêque de Monreale.
Le pape Honorius IV le crée cardinal lors du consistoire du 22 décembre 1285. Le cardinal Boccamazza est nommé légat a latere en Allemagne et va au Danemark, en Suède, Pologne et en Poméranie. Il organise un concile à Wurzbourg.
Il participe au conclave de 1287-1288, lors duquel Nicolas IV est élu pape, et à ceux de 1292-1294 (élection de Célestin V), de 1294 (élection de Boniface VIII), de 1303 (élection de Benoît XI) et de 1304-1305 (élection de Clément V).